# European Affairs
European Affairs (1986-1992) was een internationaal Engelstalig magazine met een oplage van 30.000 exemplaren.
Het blad werd opgericht door Ferry Hoogendijk, hoofdredacteur en Aysso Reudink, uitgever. European Affairs was een uitgave van Reed Elsevier in samenwerking met de Europese Commissie in Brussel. Het tweemaandelijkse blad was een podium voor opinieleiders, bood inzicht in economische, sociale en culturele ontwikkelingen in Oost- en West-Europa en poogde een bijdrage te leveren aan de beeldvorming en het gedachtegoed van de Europese Unie.